# Józef Jastrzębski (pijar)
Józef Jastrzębski (ur. 3 lutego 1695 w Jastrzębiach koło Krakowa, zm. 18 lutego 1741) – polski duchowny katolicki, pijar, prowincjał zakonu.
Wstąpił do zakonu pijarów 16 lipca 1711, nowicjat odbył w Podolińcu, studiował następnie filozofię i teologię. Przez lata pracował jako nauczyciel szkół pijarskich, uczył m.in. gramatyki i retoryki. Był też prefektem szkolnym. W 1733 powołany został na rektora kolegium pijarskiego w Warszawie, na stanowisku tym doprowadził do końca budowę nowego gmachu, a także znacznie poszerzył księgozbiór szkoły. Ogłaszał drukiem mowy i panegiryki.
Dwukrotnie wybierany był na prowincjała – w 1736 i w 1739, na kadencje trzyletnie. Już w 1736 doszło do odłączenia się prowincji litewskiej. Był rzecznikiem stałego dokształcania się zakonników. Zmarł w trakcie drugiej kadencji na stanowisku prowincjała 18 lutego 1741.
Jego bliskim współpracownikiem stał się Stanisław Konarski, który, ciesząc się poparciem Jastrzębskiego w programie reformatorskim szkolnictwa, początkowo pełnił funkcję drugiego asystenta prowincji, a od 1739 – pierwszego asystenta; z racji tej ostatniej funkcji Konarski przejął po śmierci Jastrzębskiego tymczasowe rządy w polskiej prowincji zakonu i przystąpił do realizacji reform. Jastrzębski gromadził środki na wprowadzenie do programu nauki kolegium warszawskiego matematyki oraz na zakup instrumentów naukowych. Legat, w wysokości 20 tysięcy złotych polskich, wykorzystał Konarski na wzniesienie gmachu Collegium Nobilium pijarów w Warszawie.